# Dragiša Cvetković
Dragiša Cvetković, em cirílico Драгиша Цветковић (Niš, 15 de janeiro de 1893 — Paris, 18 de fevereiro de 1969) foi um político iugoslavo.
Ele serviu como primeiro-ministro do Reino da Iugoslávia de 1939 a 1941. Ele desenvolveu a federalização da Iugoslávia por meio da criação da Banóvina da Croácia por um acordo com o líder croata Vladko Maček (Ver Acordo de Cvetković–Maček). Cvetković deixou a Sérvia em 4 de Setembro de 1944, indo para a Bulgária e, depois, para a Turquia. Passou o resto da vida em Paris.
Em 25 de setembro de 2009, a Corte Regional de Niš, sua cidade natal, o inocentou das acusações feitas contra ele pelo governo Iugoslavo em 1945.